# Конкамаризе
Конкамарѝзе (на италиански и на венециански: Concamarise) е село и община в Северна Италия, провинция Верона, регион Венето. Разположено е на 20 m надморска височина. Населението на общината е 1077 души (към 2015 г.).